# Gehenna (Band)
Gehenna ist eine norwegische Black-/Death-Metal-Band aus Stavanger.

## Geschichte
Gehenna wurde 1993 von Sanrabb, Dolgar und Sir Vereda gegründet. Ihr erstes Demo Black Seared Heart erschien bereits Anfang 1993. Kurz darauf verließ Sir Vereda die Band und wurde durch Dirge Rep ersetzt. Außerdem kam Svartalv als Bassist zur Band.
1994 erschien über Necromantic Gallery Productions ihre erste Single Ancestor of the Darkly Sky. Diese erweckte das Interesse von No Fashion Records in Schweden. Diese schickten die Band ins Studio, um ihr Debütalbum aufzunehmen, doch auf Grund von Geldmangel mussten die Arbeiten eingestellt werden. Drei Lieder erschienen auf dem Re-Release des ersten Demos über Holycaust Records. Danach spielten sie mehrfach live. Ein Auftritt wurde mitgeschnitten und in der legendären Fernsehreportage Det Svarte Alvor im norwegischen Fernsehen ausgestrahlt. 1994 kam Sarcana als Keyboarderin in die Band. Die Gruppe trat danach im Osloer Metal Pub zusammen mit Dark Funeral, Gorgoroth, Dissection und Enslaved auf. Anschließend unterschrieb die Band bei Head Not Found, die ihre Debüt-MCD First Spell herausbrachten, und bei Cacophonous Records, die 1995 ihr zweites Album Seen Through the Veils of Darkness herausbrachten. Beim Lied Vinteriket übernahm Garm von Arcturus und Ulver den Gastgesang.
1996 erschien das dritte Album Malice. Anschließend stieg Svartalv aus, der zunächst durch Noctifer, dann durch E.N. Death ersetzt wurde. Die Gruppe trat auf dem Festival Under the Black Sun auf und tourte mit Marduk und Mysticum durch Europa. 1997 verließen Sarcana und Dirge Rep die Band und wurden durch Damien und Blod ersetzt. Die Band erhielt einen Vertrag bei Moonfog Productions. Die ersten Veröffentlichungen wurden dort die EP Deadlights und das Album Adimiron Black (1998). 
2000 erschien das Album Murder. Es gab wieder einige Umbesetzungen und die Band musste zwangsweise pausieren, bis mit Dolgar (Gesang, Bass) und Amok (Gitarre) ein festes Line-up entstand. Das Album WW, ein Konzeptalbum über die beiden Weltkriege, erschien 2005. Das Album wurde fast ausschließlich von Sanrabb geschrieben.
Wieder durch diverse Line-up-Probleme zurückgeworfen, unter anderem verloren sie ihren Vertrag beim Label ANP Records, dauerte es acht Jahre bis 2013 das Album Unravel über das norwegische Label Indie Recordings erschien.
Anfang 2015 wurde das Album Adimiron Black von der Bundesprüfstelle für jugendgefährdende Medien indiziert, da es laut eines Strafbefehls des Amtsgerichts Borna Darstellungen unmenschlicher Gewalttätigkeit gegen Menschen enthalte und damit gegen den § 131 StGB verstößt.

## Stil

### Musik
Zu Beginn war die Band überwiegend im Symphonic Black Metal verwurzelt. Die Band selbst bezeichnete die Musik als Mischung aus klassischer Musik und Heavy Metal. Tatsächlich brach die Band mit diesem Stil nach dem Album Malice. Das Folgealbum war eher Death Metal, während die Band mit WW einen Stil übernahm, der am klassischen Black Metal der zweiten Welle, insbesondere an Mayhem und Burzum orientiert war.

### Texte
Lyrisch sind bis auf das Konzeptalbum WW alle Texte beeinflusst von der satanischen Ideologie Sanrabbs, der eine individualisierte Form des Satanismus lebt und Satan als böse Kraft versteht, der er sich unterordnet.

## Diskografie

### Alben
- 1995: Seen Through the Veils of Darkness (The Second Spell) (Cacophonous Records)
- 1996: Malice (Our Third Spell) (Cacophonous Records)
- 1998: Adimiron Black (Moonfog Productions, indiziert und beschlagnahmt)
- 2000: Murder (Moonfog Productions)
- 2005: WW (Moonfog Productions)
- 2013: Unravel (Indie Recordings)

### Singles und EPs
- 1993: Ancestor of the Darkly Sky (7", Necromantic Gallery Productions)
- 1994: First Spell (MCD, Head Not Found)
- 1998: Deadlights (EP, Moonfog Productions)

### Demos
- 1993: Black Seared Heart

### Exklusive Samplerbeiträge
- 1998: Transilvanian Hunger auf Darkthrone Holy Darkthrone – Eight Norwegian Bands Paying Tribute (Moonfog Productions)
- 2000: Crucified One und The Killing Kind auf Moonfog 2000 – A  Different Perspective (Moonfog Productions)
- 2001: Cursed in Eternity auf Originators of the Northern Darkness – A Tribute to Mayhem (Avantgarde Music)